# Godington
Godington – wieś w Anglii, w hrabstwie Oxfordshire, w dystrykcie Cherwell. Leży 26 km na północny wschód od Oksfordu i 81 km na północny zachód od Londynu. W 2001 miejscowość liczyła 40 mieszkańców.